# جاده ملی ۳ استونی
جاده ملی ۳ استونی (انگلیسی: Estonian national road 3)  جاده‌ای در کشور استونی است جزئی از جاده ئی۲۶۴ اروپا می‌باشد.
این جاده از شهر یووی شروع و در شهر والگا تمام میشود و ۲۲۰ کیلومتر طول آن است.